# Uralo-Kavkaz
Uralo-Kavkaz (în ucraineană Урало-Кавказ) este o așezare de tip urban din orașul regional Krasnodon, regiunea Luhansk, Ucraina. În afara localității principale, nu cuprinde și alte sate.

## Demografie
Componența lingvistică a așezării de tip urban Uralo-Kavkaz
     Rusă (92,31%)
     Ucraineană (7,35%)
     Alte limbi (0,22%)
Conform recensământului din 2001, majoritatea populației așezării de tip urban Uralo-Kavkaz era vorbitoare de rusă (92,31%), existând în minoritate și vorbitori de ucraineană (7,35%).